# Condoleezza Rice
Condoleezza Rice (født 14. november 1954 i Birmingham i Alabama i USA). Hendes mor var musiklærer og hendes far var præst. De var begge universiteslærere. Hun læste musik på universitet, mens hun læste international politik. Hun blev den 22. januar 2001 udnævnt til præsident George W. Bushs nationale sikkerhedsrådgiver. Da Colin Powell bekendtgjorde sin tilbagetræden som udenrigsminister den 12. november 2004, indstillede præsidenten Rice til posten, hun bestred fra d. 26. januar 2005 til d. 20. januar 2009. 
Hun er den første afro-amerikanske kvinde, den anden afro-amerikaner (efter Colin Powell) og den anden kvinde (efter Madeleine Albright), som har denne post.
Under et besøg i Libyen viste præsident Muammar Gaddafi Condoleezza Rice en masse billeder af hende og spillede en sang, han havde fået komponeret til hende: "Black flower in the white house".
Condoleezza Rice tilhører den nykonservative fløj af det republikanske parti.